# Vladimír Mikeš
Vladimír Mikeš (* 11. srpna 1927 Choceň) je český básník, prozaik a překladatel, držitel Státní ceny za překladatelské dílo za rok 2012 a ceny Magnesia Litera za poezii za rok 2022. Za rok 2024 obdržel Cenu za zásluhy o Pardubický kraj.

## Život
Vystudoval romanistiku a bohemistiku na Filozofické fakultě Univerzity Karlovy v Praze pod vedením Václava Černého. Po absolvování povinné vojenské služby (1952–1954) se živil jako překladatel na volné noze. Od roku 1992 přednášel na DAMU, v letech 1997–2000 byl jejím děkanem. Na DAMU rovněž založil a v letech 1999–2003 vedl Katedru divadelní antropologie. V roce 1997 se habilitoval, o dva roky později byl jmenován profesorem. Vladimír Mikeš je jedním z našich nejvýznamnějších překladatelů, který přeložil z italštiny, španělštiny, francouzštiny, portugalštiny a němčiny desítky titulů světové poezie a dramatu, v čele s novodobým kompletním překladem Dantovy Božské komedie, na kterém pracoval od 70. let. Jeho beletristické dílo zůstávalo – kromě dvou próz – takřka neznámé až do roku 2012, kdy vyšel více než čtyřicet let od svého vzniku román Škodlivý prostor (v roce 1969 byla sazba rozmetána), následovaný dalšími prózami a poezií. Hodnotné jsou i Mikešovy eseje o divadle a literatuře. V Itálii získal řadu prestižních ocenění: Premio Montale (1985), Premio Circe Sabaudia (1986), Premio A. M. Ripellino (1990). Do italštiny překládal například básně Jiřího Ortena.
Dne 31. ledna 2017 proběhl na Nové scéně Národního divadla večer s názvem „Žasnout a mlčet“ věnovaný poezii a překladům Vladimíra Mikeše, v režii Štěpána Pácla.

### Pokrývání překladů
V době normalizace propůjčil Vladimír Mikeš své jméno některým překladům autorů, kteří tehdy nesměli publikovat, včetně Václava Černého (Studie o dějinách umění Hippolyta Taina); tzv. pokrývání bylo poměrně rozšířenou praxí. V případě Vítězslava Gardavského pokrýval Vladimír Mikeš pouze překlad hry Petera Weisse „Hölderlin“ (1979); překlad Hölderlinových básní ve výboru Světlo lásky je Mikešův vlastní. Překlad dramatu Náměstíčko Carla Goldoniho, slíbený Janem Vladislavem, musel Vladimír Mikeš dokončit sám.

## Dílo

### Beletrie, poesie
- Zmizení: marný pokus o prózu (próza, 1969)
- Zednická novela (próza, 1974)
- Škodlivý prostor: podvržená prvotina (román, 2012); doslov Adéla Petruželková
- Plovárna Léthé (román, 2013)
- Poemy, Pozdní sběr (básnické dílo ve dvou svazcích, 2015)
- Čtveročas (román, 2017)
- Odkud to přichází? (básně, 2021) – cena Magnesia litera za poezii
- Co to tu šumí? Blankytný vesmír: básně z let 2019 až 2022 (2024)

### Odborné publikace
- Divadlo španělského zlatého věku (1995; též habilitační práce);  2., uprav. vyd. 2012
- Divadlo francouzského baroka (2001)
- Proč psát (eseje, 2003)
- Maria Tauberová: monografie (2005)
- Proč hrát: k divadelní antropologii (výbor statí, esejů 2017)

### Překlady
- José de Espronceda: Výbor (1961)
- Italo Calvino: Baron na stromě (1962)
- Pier Paolo Pasolini: Gramsciho popel (1963)
- Francisco de Quevedo: Kruté sny (1963)
- Cesare Pavese: Ďábel na kopcích (1965)
- Carlos Drummond de Andrade: Fyzika strachu (1967)
- Přerušený ráj = Paradiso interrotto = Paradisus interruptus: antologie moderní italské poezie (1967)
- Picassovo literární dílo (ed. Mario de Micheli, 1967)
- Giovanni Giudici: Ta Bovary jsem já (1969)
- César Vallejo: Černí poslové (1973)
- Francouzský symbolismus (antologie, 1974)
- Tristan Corbière: Žluté lásky (1975)
- Lope de Vega: Proč unikáš mi (1975)
- Miguel Hernández: Vítr v olivách (1975)
- Tanec živlů: poezie starých Aztéků (1976)
- Umberto Saba: Terst a jedna žena (1977)
- Jules Supervielle: Neznámí přátelé (1977)
- Friedrich Hölderlin: Světlo lásky (1977)
- Giovanni Giudici: Autobiologie (1978)
- Pět romantických siluet: poezie francouzského romantismu (antologie, 1981)
- Pierre Marcel Adéma: Guillaume Apollinaire (1981)
- Miguel de Cervantes: Cesta na Parnas (1981)
- Písně portugalských trobadorů (1983)
- Tirso de Molina: Sevillský svůdce a kamenný host (1984)
- Eugenio Montale: Pelyněk s medem (1984)
- Šťastná setkání: moderní italská poezie (antologie, 1984)
- Charles Baudelaire: Čas je hráč (1986)
- Mario Luzi: Terč života (1988)
- Jean Racine: Britannicus (1990)[4]
- Octavio Paz: Pták vteřiny (1991)
- Octavio Paz: Luk a lyra (1992)
- Giuseppe Bonaviri: Nezměrný čas (1996)
- Primo Levi: V nejisté hodině (1997)
- Benito Sablone: Přibité kolo (1998)
- Dante Alighieri: Božská komedie (2009)

Vladimír Mikeš je autorem četných překladů divadelních her, například Molièra, Ionesca, Lorcy, Calderóna, Pirandella, Claudela aj.